# Гюттвілен
Гюттвілен (нім. Hüttwilen) — громада  в Швейцарії в кантоні Тургау, округ Фрауенфельд.

## Географія
Громада розташована на відстані близько 130 км на північний схід від Берна, 6 км на північний захід від Фрауенфельда.
Гюттвілен має площу 17,7 км², з яких на 7,2% дозволяється будівництво (житлове та будівництво доріг), 57,9% використовуються в сільськогосподарських цілях, 30,1% зайнято лісами, 4,8% не є продуктивними (річки, льодовики або гори).

## Демографія
2019 року в громаді мешкало 1773 особи (+18,1% порівняно з 2010 роком), іноземців було 11,1%. Густота населення становила 100 осіб/км².
За віковим діапазоном населення розподілялося таким чином: 24,3% — особи молодші 20 років, 59,1% — особи у віці 20—64 років, 16,7% — особи у віці 65 років та старші. Було 715 помешкань (у середньому 2,4 особи в помешканні).
Із загальної кількості 790 працюючих 152 було зайнятих в первинному секторі, 215 — в обробній промисловості, 423 — в галузі послуг.